# Society of St. Yves
Die Society of St. Yves ist eine kirchliche Nichtregierungsorganisation mit Sitz in Jerusalem. Gegründet nach kanonischem Recht und als eingetragene katholische Laienorganisation ist sie die katholische Menschenrechtsorganisation im Heiligen Land. Der Verein wurde 1991 von dem damaligen Patriarchen Michel Sabbah gegründet.

## Ziele und Aufgaben
Die Organisation bietet Rechtshilfe für Menschen, die sich von ihrem Einkommen keinen Anwalt leisten können. Direktor Raffoul Rofa äußert sich zu den Zielen der Organisation wie folgt:

„Ich bin meines Bruders Hüter – das ist unser Motto. Wir setzen uns ein für den Schutz der Schwachen und helfen ihnen, ihr Recht zu bekommen. Wenn Menschen lange ohne Rechte und Freiheit leben, bringt das nur Bitterkeit und Extremismus hervor.“

Gleichzeitig informiert die Organisation die internationale Öffentlichkeit über neueste Entwicklungen und Vorkommnisse im Heiligen Land.
Neben juristischer Begleitung in Prozessen, bietet St. Yves auch juristische Dienstleistungen wie das Erstellen von Beglaubigungen oder eidesstattlichen Versicherungen. Insgesamt betreut die Organisation ca. 700 Fälle im Jahr und hilft ca. 2.000 Menschen.

## Schwerpunkte der Arbeit
Zu den thematischen Schwerpunkten der Organisation zählen:
- Familienzusammenführung
- Kindesregistrierung
- Genehmigungen für das Verlassen der Westbank nach Israel
- Hauszerstörungen
- Landkonfiszierung
- Entzug des Jerusalem-Status von Palästinensern
- Probleme in Verbindung mit Sozialversicherungsleistungen (Renten, Krankenversicherung, …)

## Struktur und Finanzierung
Die Organisation wird ausschließlich aus Spenden finanziert und beschäftigt derzeit 16 Mitarbeiter, darunter sechs Anwälte. Der jeweilige lateinische Patriarch von Jerusalem ist qua Amt Vorsitzender des Vorstandes von St. Yves.
Neben einem Büro in Jerusalem existiert auch ein Büro in Bethlehem. Die Organisation ist vor allem in Jerusalem und der südlichen Westbank tätig.
Hauptgeldgeber sind:
- missio Deutschland
- Arbeitsgemeinschaft für Entwicklungshilfe (AGEH)
- Misereor Deutschland
- Cordaid Niederlande
- Norwegian Refugee Council

## Außenwahrnehmung
Zu den international bekannten Fällen, die die Organisation vor Gericht betreute, gehört das Urteil, das die israelische Regierung während des zweiten Golfkrieges 1991 dazu verpflichtete, als Besatzungsmacht auch Gasmasken an die palästinensische Bevölkerung auszugeben. Dieser Fall war Bestandteil der Gründung von St. Yves.
Ebenso wahrgenommen wurde die Interessensvertretung der Jahalin-Beduinen, die dem Siedlungsbau von Maale Adumim weichen mussten. St. Yves verlor im Jahr 1996 den Fall und die Beduinen mussten zu Gunsten der entstehenden Siedlung ihr Land verlassen.
Für Aufsehen in Israel sorgte 2003 das von St. Yves erwirkte Urteil gegen das Nationale Versicherungsinstitut, das zuständig ist für Krankenversicherungsleistungen, Renten und sonstige Sozialversicherungen, und das per Gericht dazu verpflichtet wurde, die Bedingungen für die Wartenden in Ostjerusalem zu verbessern und die Bearbeitungszeiten zu verkürzen. Zudem wurde das Institut dazu angehalten, die wesentlichen Formulare auch in die zweite Landessprache Arabisch zu übersetzen.
Ein ähnliches Urteil wurde ebenfalls im Jahr 2003 gegen das israelische Innenministerium erwirkt, das mit einem Urteil des obersten Gerichtshofes dazu verpflichtet wurde, ein neues Gebäude in Ostjerusalem zu errichten, da die bestehenden Zustände in den alten Räumlichkeiten nicht weiter tragbar waren.
Obwohl St. Yves Menschen jeder Religionszugehörigkeit vertritt, ist die Organisation bislang im Heiligen Land und auch in Europa vor allem in christlichen Strukturen bekannt.